# Gare de Vaucresson
La gare de Vaucresson est une gare ferroviaire française de la ligne de Saint-Cloud à Saint-Nom-la-Bretèche, située dans la commune de Vaucresson (département des Hauts-de-Seine).
Ouverte le 5 mai 1884 par la Compagnie des chemins de fer de l'Ouest, c'est aujourd'hui une gare de la Société nationale des chemins de fer français (SNCF)  desservie par les trains de la ligne L du Transilien (réseau Paris-Saint-Lazare). Elle se situe à une distance de 19,4 km de la gare de Paris-Saint-Lazare.

## Situation ferroviaire

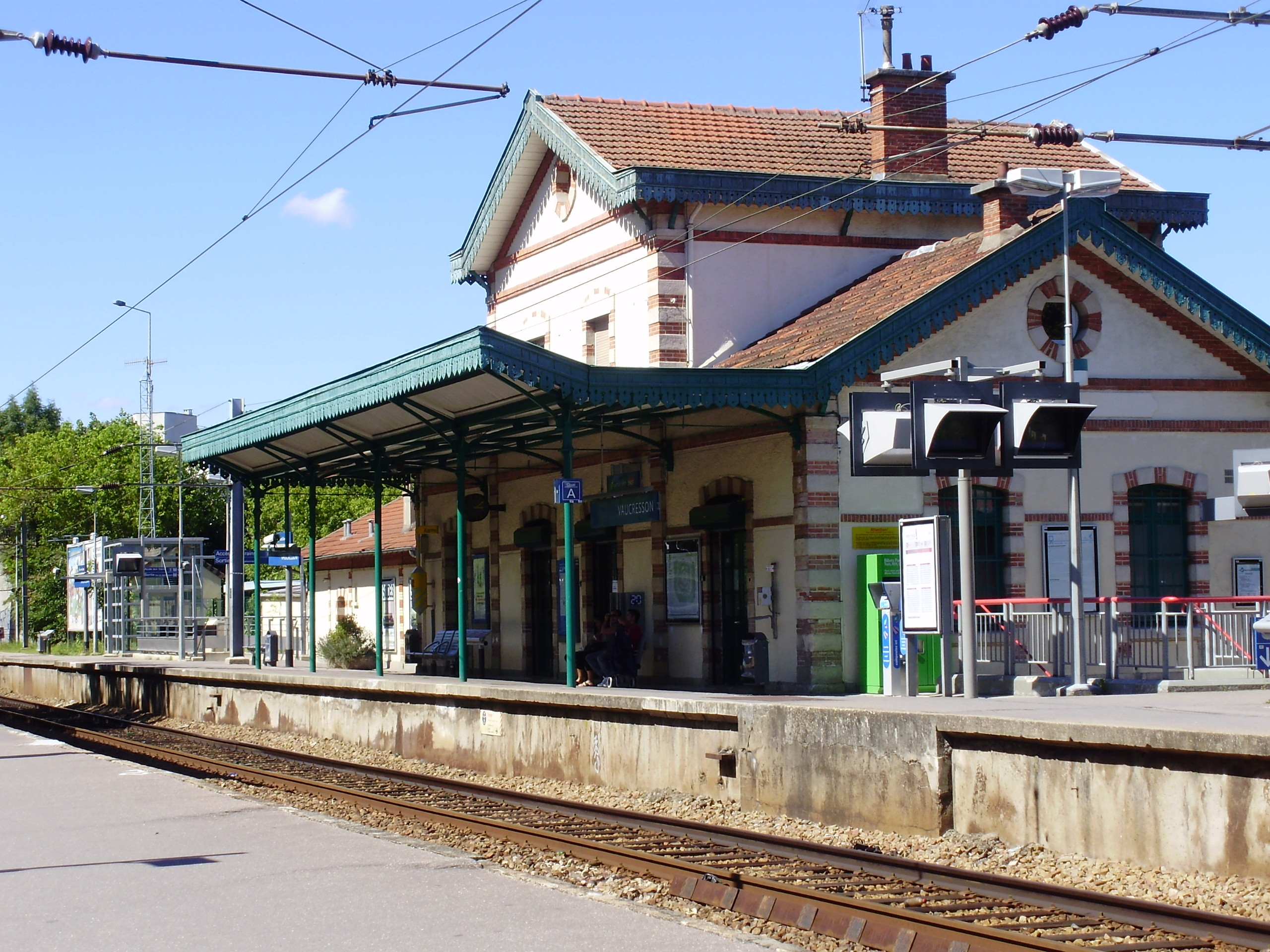
Bâtiment voyageurs depuis le quai pour Saint-Nom-la-Bretèche

La gare de Vaucresson est située au sud du centre-ville. Établie à 142,9 m d'altitude, elle se situe au point kilométrique (PK) 19,432 de la ligne de Saint-Cloud à Saint-Nom-la-Bretèche (PK 0 à Paris-Saint-Lazare), entre les tunnels de La Marche (côté Paris) et du Butard. Elle constitue le deuxième point d'arrêt de la ligne après Garches - Marnes-la-Coquette et précède la gare de La Celle-Saint-Cloud.

## Histoire
C'est dans cette gare que les plénipotentiaires allemands ont été accueillis et pris en charge par les autorités françaises pour négocier les conditions des traités mettant fin à la première guerre mondiale dont le traité de Versailles.
La gare de Vaucresson possédait autrefois plusieurs voies de garage situées derrière l'abri de quai. Elles ont depuis disparu au profit d'un parking.

## Fréquentation

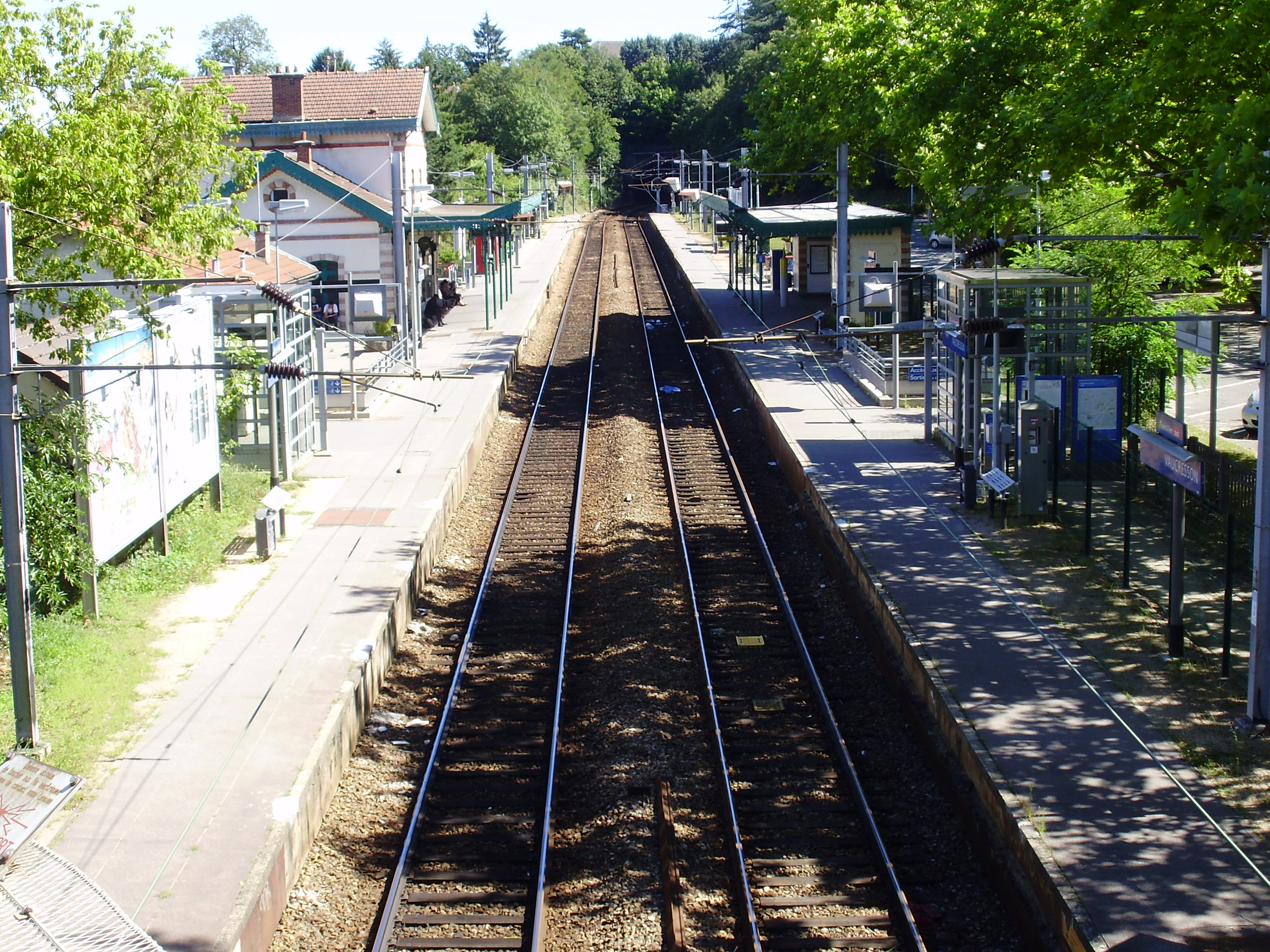
Vue des quais depuis le pont routier du boulevard de la République (route départementale 907).

Le trafic montant quotidien ne dépasse pas 109 voyageurs à l'ouverture de la ligne en 1884, puis grimpe à 425 par jour en 1893. Il atteint 962 voyageurs en 1938, 2 431 en 1973 et enfin 2 500 voyageurs par jour en 2003, ce qui en fait la quatrième gare au trafic le plus élevé de la ligne après Marly-le-Roi, La Celle-Saint-Cloud et Garches - Marnes-la-Coquette.
En 2012, 2 770 voyageurs ont pris le train dans cette gare chaque jour ouvré de la semaine.
| Année         | 2015      | 2016      | 2017      | 2018      | 2019      | 2020    | 2021      | 2022      | 2023      |
| ------------- | --------- | --------- | --------- | --------- | --------- | ------- | --------- | --------- | --------- |
| Fréquentation | 1 601 731 | 1 676 989 | 1 731 887 | 1 752 992 | 1 785 206 | 937 830 | 1 581 017 | 1 723 886 | 1 693 539 |

## Services voyageurs

### Accueil
En 2011, un guichet Transilien est ouvert du lundi au samedi de 6 h 40 à 1 h 25 et les dimanches et fêtes de 7 h 20 à 1 h 25. Il est adapté pour les personnes handicapées. Des automates Transilien et grandes lignes sont également disponibles.
Un parc relais payant de 96 places est aménagé pour les véhicules.

### Desserte
La gare est desservie par les trains de la ligne L du Transilien (réseau Paris-Saint-Lazare), à raison (par sens) d'un train toutes les 15 minutes en heures creuses, de deux à huit trains par heure aux heures de pointe (au départ le matin et à l'arrivée le soir) et d'un train toutes les 30 minutes en soirée.
Le temps de trajet est, selon les trains, de 22 à 27 minutes depuis la gare de Paris-Saint-Lazare.

### Correspondances
La gare est desservie par les lignes 6209, 6210, 6246, 6276, 6284, 6285 et 6286 du réseau de bus Grand Versailles et par la ligne 426 du réseau de bus RATP.

## Patrimoine ferroviaire
Le bâtiment voyageurs correspond au modèle standard des gares de troisième classe de cette ligne, ainsi que de la ligne de la grande ceinture de Paris ; ce modèle, dont le plan fut conçu par l'ingénieur des Ponts et Chaussées Luneau, a été utilisé notamment pour la gare de Marly-le-Roi.
Toutes ces gares possèdent à l’origine, une marquise s’appuyant sur la façade côté quai. Un abri voyageurs, lui aussi doté d'une marquise symétrique, est implanté sur le quai opposé. Les gares de Louveciennes, Bougival et Vaucresson sont les seules à avoir conservé ces structures.
Près du quai, en direction de Paris, un bâtiment distinct de la gare, servait de logement au chef de gare intérimaire de la ligne. Dans les différentes gares de celle-ci, tout au long de la semaine, il remplaçait le chef de gare titulaire afin d'assurer une continuité du poste.